# Katajajärvi (sjö i Enontekis, Lappland)
Katajajärvi är en sjö i kommunen Enontekis i landskapet Lappland i Finland. Arean är 40 hektar och strandlinjen är 3,37 kilometer lång. Sjön  ingår i Kemi älvs huvudavrinningsområde.   Den ligger omkring 250 kilometer norr om Rovaniemi och omkring 940 kilometer norr om Helsingfors. 